# Boksay József
Boksay József ukrán nyelven: Бокшай Йосип Йосипович (Gyertyánliget, 1891. október 2. – Ungvár, 1975. október 19.) magyar származású,[forrás?] kárpátaljai tájképfestő és grafikus. A Szovjetunió Művészeti Akadémiájának levelező tagja (1958). A kárpátaljai festőiskola kiemelkedő képviselője.

## Életútja
Felsőfokú tanulmányokat a budapesti képzőművészeti Főiskolán folytatott 1910 és 1914 között. Mestere Révész Imre volt. Diplomájának kézhez kapása után rögtön következett az I. világháború, frontszolgálatra ment, orosz hadifogságba esett, innen került aztán Ungvárra rajztanárnak. Ungváron 1927-ben Erdélyi Bélával művészeti szabad iskolát alapítottak, 1931-ben pedig megalapították a Kárpátaljai Képzőművészek Szövetségét. Boksay József az 1920-as és az 1930-as években Európában is járt tanulmányutakon, Drezdában, Bécsben, Párizsban, Prágában.
A 2. világháború után az ungvári képzőművészeti főiskolán, majd az iparművészeti szakközépiskolában, s a lvovi Iparművészeti Főiskolán (ma Lvivi Művészeti Akadémia) is tanított. Kijevi, moszkvai tárlatokon szerepelt munkáival, művei bekerültek a moszkvai Tretyakov Képtárba és az Ukrán SZSZK különböző múzeumaiba. Pályakezdésekor monumentális eklektikus, főleg neobarokk stílusban festett. Freskói számos (egykori) kárpátaljai görögkatolikus templomot díszítettek, 1945 után ezeket a templomokat bezárták vagy más felekezeteknek adták át stb.
Ezután Boksay főképpen a tájképfestésnek szentelte idejét, szülőföldje fenséges tájait járta és festette (plein air-festészet). Tájképein nem érzelmek kifejezésére, hanem a látvány megragadására törekedett, az évszakok, a napszakok, a fények és árnyékok tükrözéséhez megvoltak a maga festészeti eszközei. A tájképfestés mellett portrékat, életképeket, csendéleteket is festett, sokoldalú művész volt. Az 1960-as években díjakat, elismeréseket kapott, Ukrajna népművésze (1960), Szovjetunió népművésze (1963), érdemes művész, kiváló művész.

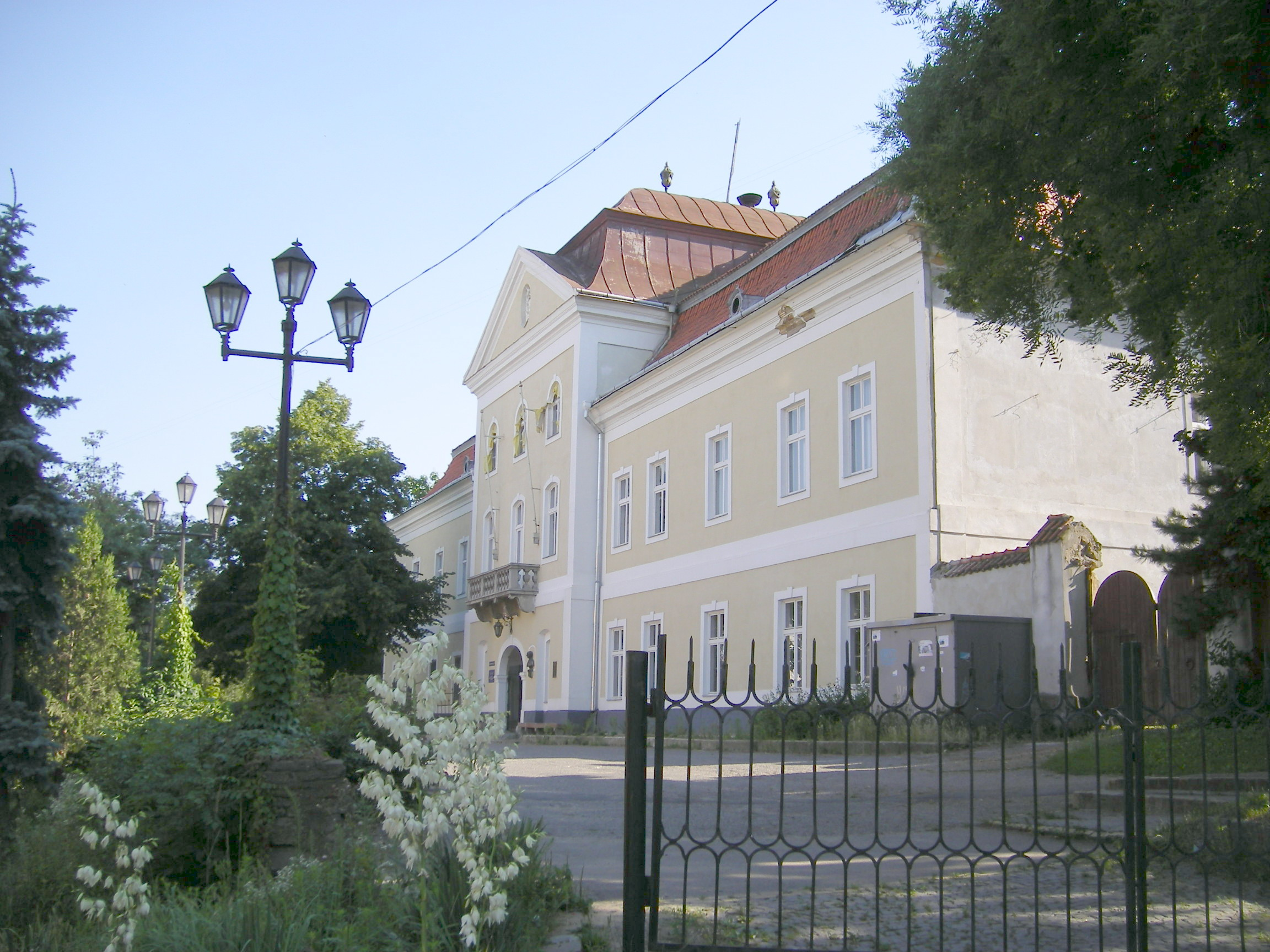
A régi ungi vármegyeháza épületében működik a Boksay Múzeum

## A Boksay múzeumban kiállított képeiből
- Március,
- Ungvári vár,
- Kunyhók a patak partján,
- Szinevéri tájkép,
- Az ungvári híd építése.

## Emlékezete
A Kárpátaljai Szépművészeti Múzeum 1990-ben felvette Boksay József nevét.

Tiszteletére portrészobrot emeltek Ungváron.